# Каппелен, Герман Август
Герман Август Каппелен (норв. Hermann August Cappelen; 1 мая 1827, Шиен — 8 марта 1852, Дюссельдорф) — норвежский художник, мастер драматического, меланхолического и романтического пейзажа.

## Жизнь и творчество
Г. А. Каппелен родился в состоятельной семье крупных торговцев и землевладельцев. Его дед, Дидерик фон Каппелен (1761—1828), был членом норвежской Конституционной ассамблеи в Эйдсволле в 1814 году. В 1845 году, после получения школьного образования, Каппелен приезжает в Осло (тогда — Христиания) с целью поступления в местный университет. Позднее отправляется в Дюссельдорф, где учится у Ханса Гуде. В 1846—1850 годах Каппелен учится в Дюссельдорфской академии художеств, в классе пейзажной живописи у Иоганна Вильгельма Ширмера.
Летом 1846 года Каппелен, вместе с Гуде и Юханом Фредриком Эккерсбергом совершает учебную поездку по Норвегии, во время которой много рисует. В 1847 он её повторяет, поселившись летом в сельской местности близ Холдена. На полотнах художника изображены могучие формы северной природы, мощные деревья, скалы и горные кряжи, озёра и речные потоки. Картины Каппелена эффектны и мастерски исполнены с точки зрения композиции, колорита и игры светотени. Наиболее продуктивным периодом в творчестве художника были 1850—1852 годы.
Художник скончался в возрасте 25 лет от рака желудка.
Большое количество полотен Г. А. Каппелена хранится в норвежском Национальном музее искусства, архитектуры и дизайна в Осло, а также в Художественной галерее Осло. В 1952 году художнику был поставлен памятник в парке Холла, фюльке Телемарк (работы норвежского скульптора Дире Ваа (1903—1980).

## Избранные полотна
- Kvernhus (1850)
- Utdøende urskog i uvær (1851)
- Morkne trær (1851)
- Tjern i tåke (1851)
- Foss i nedre Telemark (1852)
- Skogtjern i Nedre Telemark (1852)
- Svarttjern (1852)
- Møllefossen (1852)
- Utdøende urskog (1852)

## Галерея

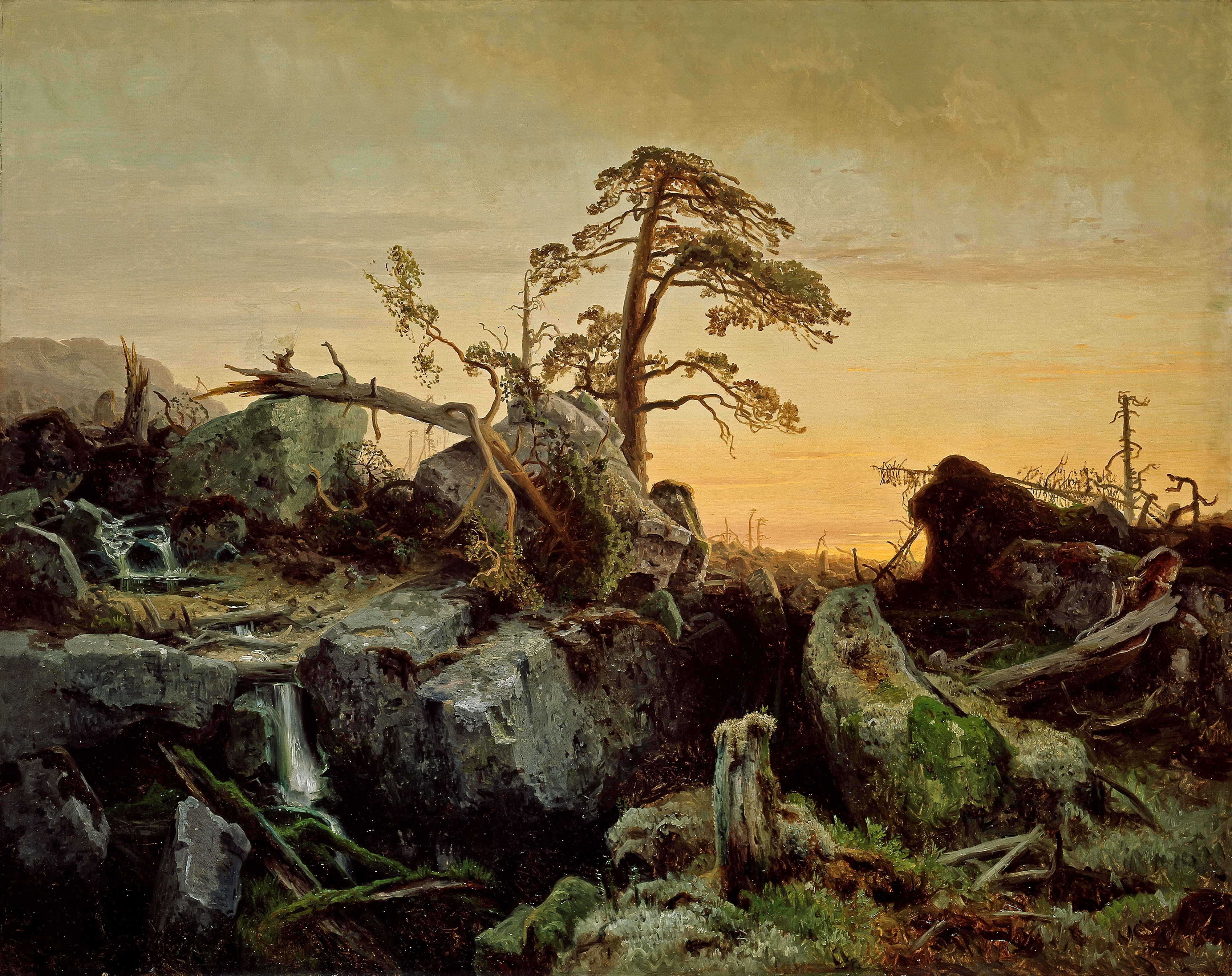
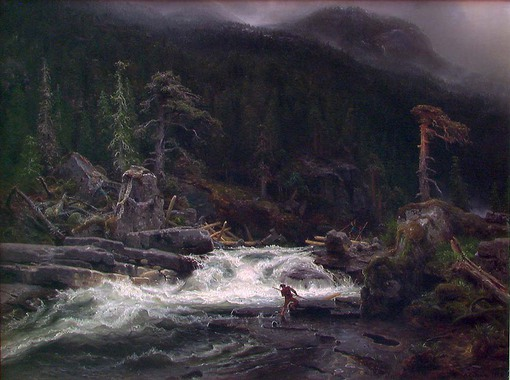
Водопад в Телемарке (1852)